# Gandżabur
Gandżabur – tradycyjna zupa Ormian polskich.
Danie przybyło na Dolny Śląsk po II wojnie światowej wraz z Ormianami, którzy zamieszkiwali Kuty nad Czeremoszem i doskonale integrowali się tam z polskim kręgiem kulturowym, przy zachowaniu własnych tradycji, m.in. kulinarnych. Szczególnie dużo Ormian osiedliło się po wojnie w Obornikach Śląskich.
Gandżabur to zupa chorutowa (czyli z dodatkiem chorutu – zmieszanych listków selera, pietruszki, kopru i estragonu pozostawionych do skiśnięcia w huślance, czyli zakwaszonym mleku; potem suszone w postaci stożków i dodawane do zup w miarę potrzeb) z uszkami, popularna wyłącznie wśród Ormian polskich znad Czeremoszu, praktycznie nieznana w Armenii. Ma postać esencjonalnego rosołu, w którym, gdy jest wrzący, gotuje się uszka nadziewane wołowiną.